# Schwarzer Graben (Elbe)
Der Schwarze Graben, im Oberlauf Schwarzer Bach, im Unterlauf Weinske ist ein Fließgewässer im Freistaat Sachsen, vorwiegend im Landkreis Nordsachsen, zu geringen Teilen im Landkreis Leipzig, der bei Dommitzsch in die Elbe mündet.
Die Länge des Grabens beträgt 44,4 Kilometer, wobei mit Umflutern in Audenhain und um den Großen Teich Torgau nochmals etwa zehn Kilometer hinzukommen. Das Einzugsgebiet entspricht dem Charakter nach dem des Flachlandes und beträgt 356 km².
Der Flusslauf entspringt beim Ortsteil Böhlitz als Schwarzer Bach im Bereich der Hohburger Berge, fließt durch Röcknitz, Treben und Schöna als Gewässer II. Ordnung und wird in Schöna zum Gewässer I. Ordnung. Er fließt dann in Richtung Audenhain und wird über ein Verteilerbauwerk in den Altlauf (Schwarzer Graben) und einen, in den 1970er Jahren erstellten, Umfluter (Schwarzer Bach) aufgeteilt. Nach dem Zusammenfluss nennt sich der Wasserlauf Schwarzer Graben.

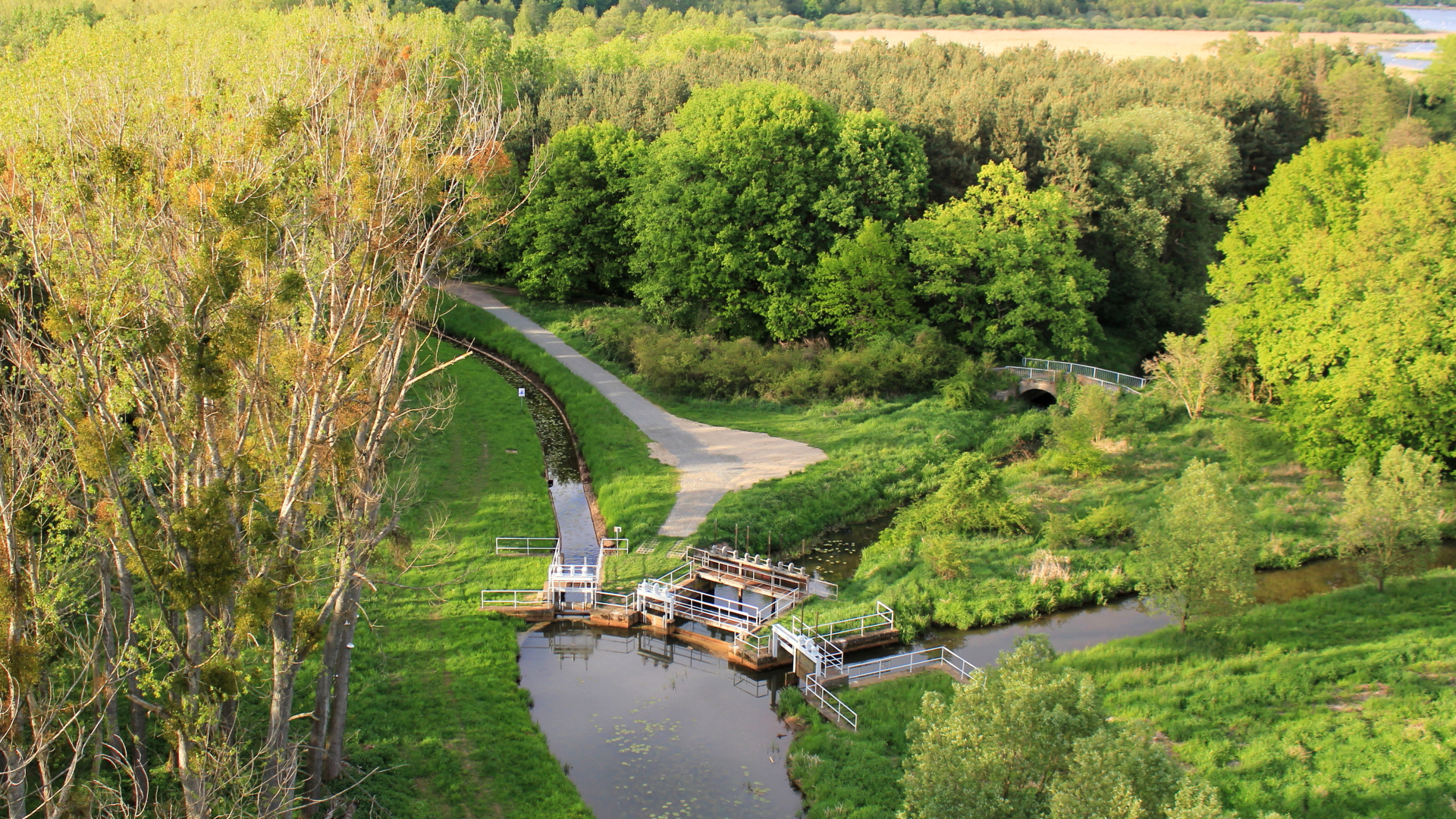
Verteilerwehr, Nordumleitung, Zufluss Großer Teich, Südumleitung

In Richtung Torgau wird dieses Gewässer vor dem Großen Teich nochmals in den Süd- und Nordumfluter aufgeteilt, die um den Großen Teich fließen und sich dahinter wieder vereinigen. Teile des Nordumfluters sind verrohrt. Nachdem das Gewässer die Stadt Torgau durchflossen hat, wechselt es an der Straßenbrücke Döbern seinen Namen in Weinske.Nachdem sie westlich an Polbitz vorbeigeflossen ist, mündet sie nordwestlich davon und nordöstlich von Dommitzsch am Elbkilometer 171,6 in die Elbe, die hier die Landesgrenze zu Sachsen-Anhalt bildet.

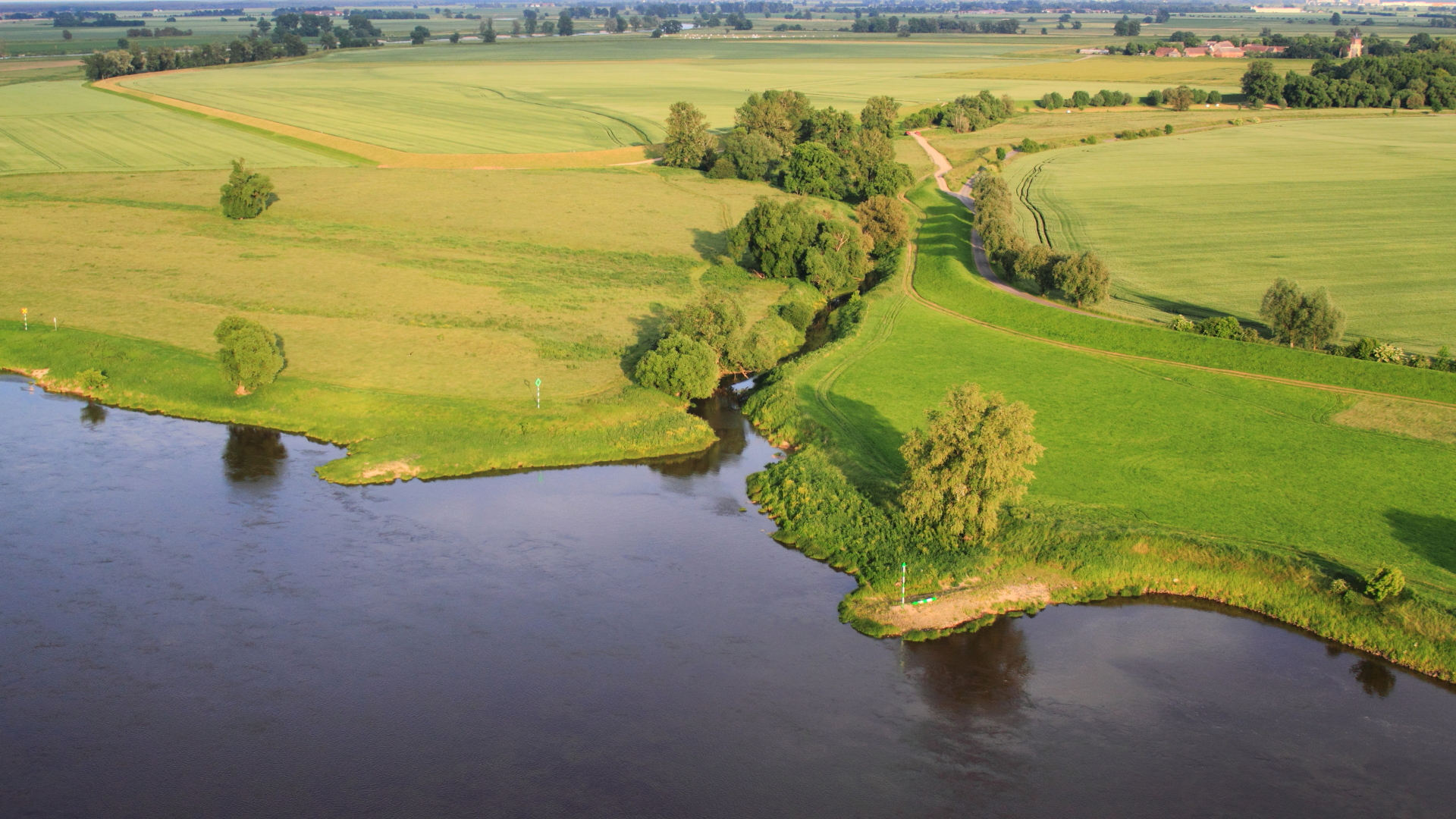
Mündung der Weinske in die Elbe

Der Schwarze Graben/Weinske hat ein mittleres Gefälle von etwa 0,1 Prozent, über eine Höhe von 110,21 m.ü.HN auf 72,32 m.ü.HN.
Nach EU-Wasserrahmenrichtlinie gehört der Gewässertyp zum Norddeutschen Tiefland und wird gemäß Fließgewässertypisierung in:
- Typ 15: sand- und lehmgeprägte Tieflandflüsse (Weinske und Schwarzer Graben im Unterlauf),
- Typ 18: lößlehmgeprägte Tieflandbäche (Oberlauf und teilweise Nebengewässer) und
- Typ 16: kiesgeprägte Tieflandbäche (Oberläufe von Saulachgraben und eines Nebenarmes des Heidebaches)

gegliedert.